# Miguel Cardenal
Miguel Cardenal Carro (Bilbao, Vizcaya, 21 de marzo de 1968) es un catedrático de Universidad en la especialidad de Derecho del Trabajo y de la Seguridad Social. Ha sido Presidente del Consejo Superior de Deportes —con rango de secretario de Estado— cargo para el que fue nombrado mediante el Real Decreto 139/2012, de 13 de enero de 2012 hasta el 17 de noviembre de 2016, en que presentó su dimisión.

## Trayectoria académica
Es doctor en Derecho con Premio Extraordinario (Universidad de Navarra, 1995), Catedrático de Derecho del Trabajo y de la Seguridad Social de la Universidad Rey Juan Carlos y Director de la Cátedra de Estudios e Investigación en Derecho Deportivo de dicha Universidad desde su fundación en 2008. Sus especialidades son el Derecho del Trabajo y de la Seguridad Social y el Derecho Deportivo.
En el ámbito del Derecho del Trabajo y de la Seguridad Social es autor de más de un centenar de publicaciones, tanto monografías como artículos en revistas especializadas, sobre todo el espectro de materias referidas a ese ámbito del Derecho. Ha dirigido y coordinado obras colectivas en diversas editoriales de prestigio en el ámbito jurídico. 
En 2008, fue nombrado Director de la Cátedra de Derecho Deportivo de la Universidad Rey Juan Carlos, dedicada a la investigación y docencia en el ámbito del Derecho deportivo, en colaboración con el Centro de Estudios Internacionales del Deporte de la FIFA y el Comité Olímpico Español.
Desde la temporada 2004-2005 hasta la 2011/2012 fue miembro de consenso del Comité de Competición de la Real Federación Española de Fútbol, elegido de mutuo acuerdo por la Liga de Fútbol Profesional y la RFEF.
En 2014, las Federaciones Internacionales Olímpicas de Verano reunidas en Atenas propusieron al Comité Olímpico Internacional el nombramiento del Miguel Cardenal como miembro del ICAS, la Fundación de Derecho Suizo que gobierna el Tribunal Arbitral del Deporte de Lausana. Cardenal es desde entonces miembro de este órgano del deporte internacional. Es el primer español que ha llegado a formar parte del ICAS desde su fundación hace más de 20 años.

## Trayectoria política
En enero de 2012 se incorporó al Gobierno de Mariano Rajoy como presidente del Consejo Superior de Deportes.
A principios de 2014, Cardenal modificó la estructura de la disciplina deportiva española, con la creación de un órgano compuesto por expertos independientes.
Durante el mandato de Miguel Cardenal se aprobó del Real Decreto-Ley 5/2015, de 30 de abril, sobre comercialización de los derechos de televisión en el fútbol.
Con fecha 8 de noviembre de 2016 presentó su dimisión.